# 史蒂芬·弗莱
史蒂芬·约翰·弗莱爵士（1957年8月24日—）是英国演员、喜剧演员、作家和电视主持人。
他与英国演员休·劳瑞搭档成为“弗莱和劳瑞”的二人团体，他們合作了《弗莱劳瑞秀》和《万能管家》；他主演了电影（他憑此片提名金球獎最佳戲劇類電影男主角），并在喜剧连续剧《黑爵士》中扮演梅爾切特（Melchett），曾長期主持BBC电视节目《QI》。2008年他主持了六集电视记录剧《史蒂芬·弗莱在美国》（Stephen Fry in America），剧中访问了美国的五十个州。另外，他在影集《屍骨未寒》前幾季中飾演一名心理醫師Gordon Wyatt、在電影 《V怪客》中飾演Gordon Deitrich。
弗莱一直以来为各种杂志和报纸撰写专栏，同时也出版了小说和自传《摩押是我的浴盆》（Moab Is My Washpot）。

## 生平

### 早年生活
弗莱生于伦敦汉普斯特区农村（Hampstead），母亲是玛丽安妮·伊芙·纽曼（Marianne Eve Newman），父亲艾伦·约翰·弗莱（Alan John Fry）是個物理學家，同時也是個發明家。他的外祖父母，马丁（Martin）和罗莎·诺伊曼（Rosa Neumann）是从斯洛伐克舒拉尼来的犹太移民，而他母亲的姨妈和侄子都在奥斯维辛集中营中被杀害。弗莱在英国出生，年少时从英格兰白金汉郡的切舍姆（Chesham）搬到诺福克一个叫布頓（Booton）的村庄，并在这里长大。
弗莱在他的1997年自传《摩押是我的浴盆》中提到短暂的在诺福克的考士頓小學（Cawston Primary School）就学，随后前往斯托茲山丘（Stouts Hill）预备学校，接着到拉特兰（Rutland）的阿賓漢姆學校（Uppingham School）的弗克洛夫特（Fircroft）学校就讀。在他十五岁时，弗莱被阿賓漢姆學校开除，接着又被后来的帕斯頓學校（Paston School）开除。十七岁时，弗莱离开諾福克美術科技學校（Norfolk College of Arts and Technology）後，由于冒名使用从朋友及住宿旅館偷来的信用卡，被警察逮捕，并在帕可教堂（Pucklechurch）监狱服刑三个月。他被释放后重新在諾域治市立學校（Norwich City College）上学，向校方保证自己一定努力学习准备劍橋大學的入学考试，后来他不仅通过考试，更取得了劍橋大學王后學院的奖学金。在剑桥大学，弗莱取得了英國文學学位，并加入了劇團劍橋腳燈，并在BBC的知识竞赛节目《大学挑战》（University Challenge）中代表学校参加。他在脚灯俱乐部時，结识了以后的喜剧搭档和挚友休·劳瑞和艾瑪·湯普遜。

## 私人生活
弗莱是已出櫃的同性戀者。
他在2015年1月17日與同性伴侶演員Elliott Spencer結婚。

## 作品列表

### 電影
| 年份   | 片名               | 英文片名                                  | 角色                |
| ------ | ------------------ | ----------------------------------------- | ------------------- |
| 1997年 | 王爾德和他的情人   | Wilde                                     | 奧斯卡·王爾德       |
| 2001年 | 高斯福大宅謀殺案   | Gosford Park                              | Thompson督察        |
| 2006年 | V怪客              | V for Vendetta                            | Deitrich            |
| 2010年 | 魔鏡夢遊           | Alice in Wonderland                       | 柴郡貓              |
| 2011年 | 福爾摩斯：詭影遊戲 | Sherlock Holmes: A Game of Shadows        | 迈克罗夫特·福尔摩斯 |
| 2013年 | 哈比人：荒谷惡龍   | The Hobbit: The Desolation of Smaug       | 長湖鎮鎮長          |
| 2014年 | 哈比人：五軍之戰   | The Hobbit: The Battle of the Five Armies | 長湖鎮鎮長          |
| 2015年 | 天才無限家         | The Man Who Knew Infinity                 | Sir Francis Spring  |
| 2016年 | 蘇珊夫人尋婚計     | Love ＆ Friendship                        | Mr. Johnson         |
| 2016年 | 魔境夢遊：時光怪客 | Alice Through the Looking Glass           | 柴郡貓              |
| 2023年 | 王室緋聞守則       | Red, White & Royal Blue                   | 詹姆士三世國王      |